# GRE生物學測試
GRE生物學測試，是美國教育考試服務中心（ETS）曾經主辦的標準化測試，為GRE專項考試之一，用作申請美國等英語國家的生物學專業研究生課程。2021年4月舉行最後一次測試，之後停辦。

## 測試形式
GRE生物學測試只有紙筆考試。測試設有188條五項選擇題，時間為2小時50分。

## 測試範圍
測試內容分為三大領域：
- 細胞和分子生物學 — 33–34%
  - 細胞結構與功能 — 16–17%
  - 遺傳學和分子生物學 — 16–17％
- 有機體生物學 — 33–34%
  - 動物結構、功能和組織 — 10%
  - 動物繁殖與發育 — 6%
  - 植物的結構、功能和組織，特別是開花植物 — 7%
  - 植物的繁殖、生長和發育，特別是開花植物 — 5%
  - 生物多樣性 — 6%
- 生態學與演化 — 33–34%
  - 生態學 — 16–17%
  - 進化 — 16–17％

## 分數
測試將答對題數換算為200—990之間的分數（實際取值範圍較小），以10分為間距。不同版本的測試分數可以比較。三大領域的各個答對題數也會換算為三個子分數，範圍20—99之間，以1分為間距。

## 測試日期
GRE生物學測試每年舉行三次，在9月、10月、4月各一個週六進行。